# Begonia forgetiana
Espèce
Begonia forgetiana est une espèce de plantes de la famille des Begoniaceae. Ce bégonia est originaire du Brésil. L'espèce fait partie de la section Pritzelia.
Elle a été décrite en 1901 par William Botting Hemsley (1843-1924). L'épithète spécifique forgetiana signifie « de Forget », en hommage à l'explorateur Louis Forget, collecteur d'orchidées pour l'horticulteur Frederick Sander et qui introduisit cette plante en Europe en 1898,.

## Répartition géographique
Cette espèce est originaire du pays suivant : Brésil.